# Gejza Sabanoš
Gejza Sabanoš (19. listopadu 1928 Prešov – 10. února 2011 tamtéž) byl slovenský fotbalový brankář. Po skončení aktivní kariéry působil jako trenér Tatranu Prešov v letech 1962–1964 a 1965–1967.

## Fotbalová kariéra
V československé lize hrál za Duklu Prešov.

## Ligová bilance
| Ročník                                     | Zápasy | Góly | Klub              |
| ------------------------------------------ | ------ | ---- | ----------------- |
| Celostátní československé mistrovství 1950 | -      | 0    | Dukla Prešov      |
| Mistrovství československé republiky 1951  | -      | 0    | ČSSZ Dukla Prešov |
| Mistrovství československé republiky 1952  | -      | 0    | ČSSZ Dukla Prešov |
| CELKEM 1. liga                             | -      | 0    |                   |

## Trenérská kariéra
- 1962/63 Tatran Prešov
- 1963/64 Tatran Prešov
- 1965/66 Tatran Prešov